# Short Line Bridge
Die Short Line Bridge ist ein Fachwerkbrücke aus Stahl, die den Mississippi River in Minneapolis, Minnesota überquert. Sie wurde ursprünglich während der 1880er Jahre errichtet durch die Chicago, Milwaukee, St. Paul and Pacific Railroad und einige Jahre später erweitert. Die Planung des Bauwerks erfolgt durch die American Bridge Company.

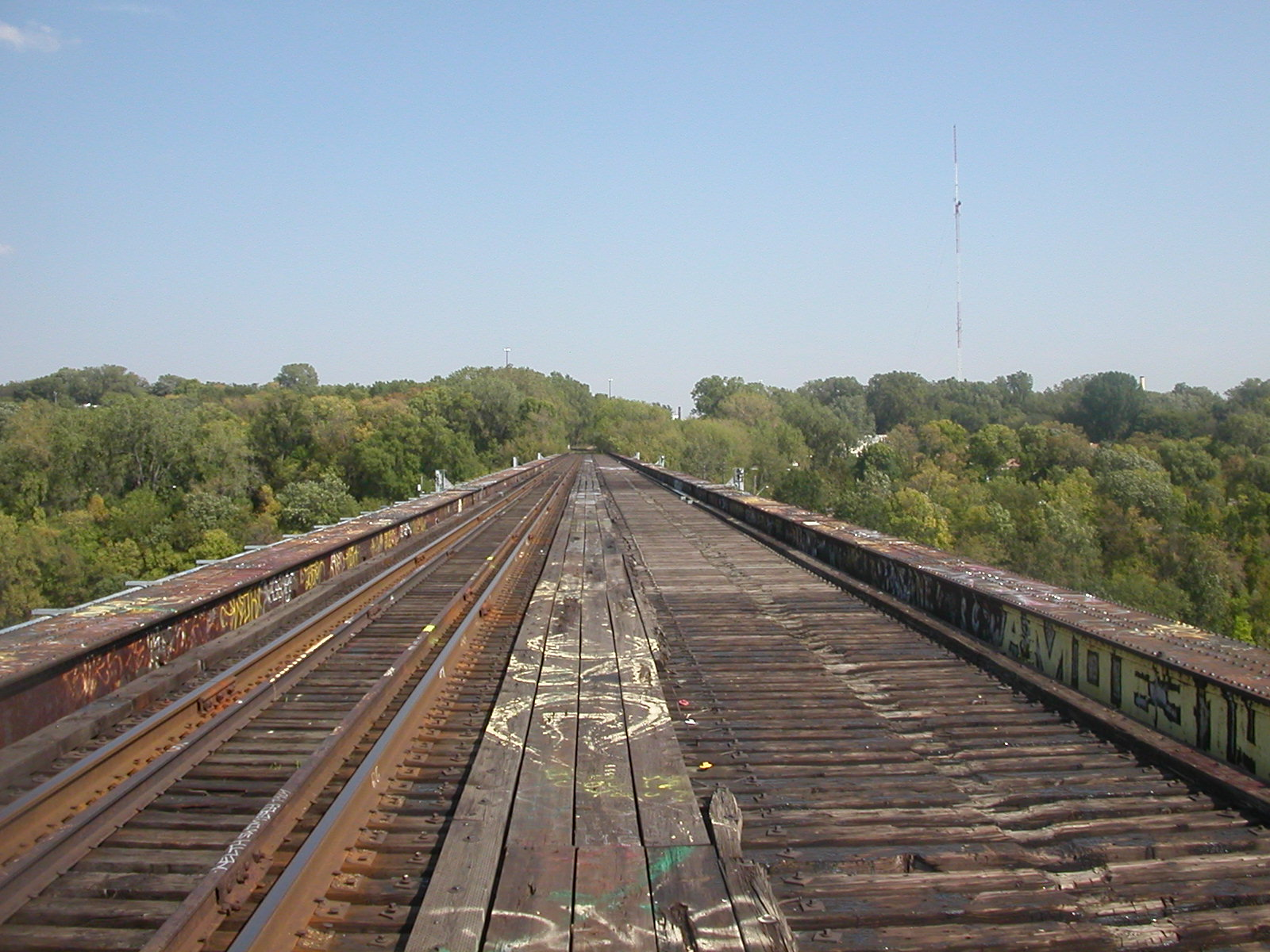
Ansicht der Brückenoberfläche (2005).

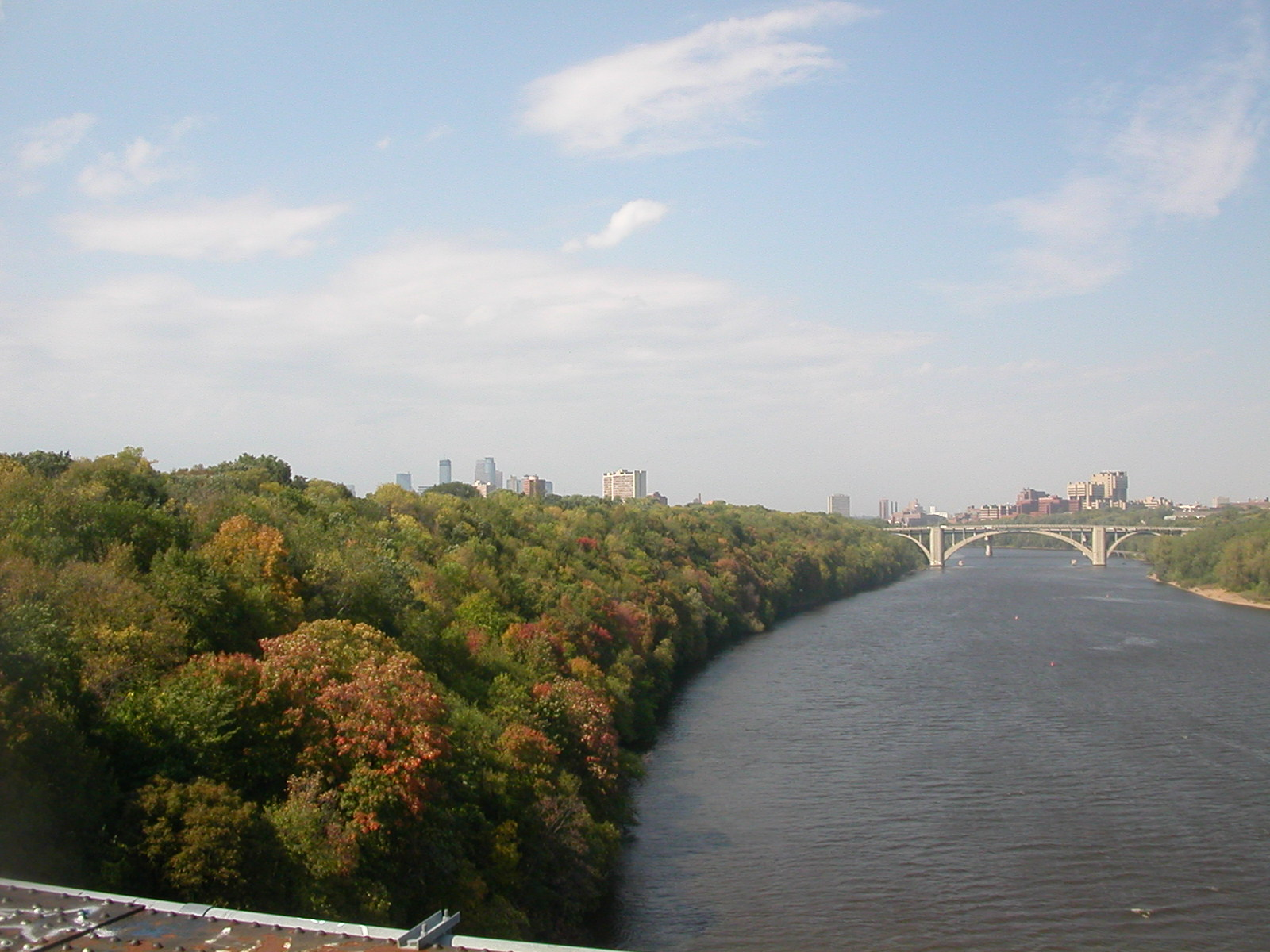
Blick von der Brücke auf das Zentrum (Herbst 2005).

Die Brücke liegt vollständig innerhalb der Stadt Minneapolis, die Eisenbahnlinie gelangt aber weniger als 800 m weiter östlich auf das Stadtgebiet von Saint Paul.  Der Name "Short Line" ist aus der Zeit des Baues einer kürzeren, direkten Verbindung zwischen beiden Städten durch die Eisenbahngesellschaft abgeleitet. Zuvor bestand die Verbindung aus einer Strecke, die am Fluss entlang nach Südwesten führte und dann von Mendota nördlich und von Fort Snelling nordwestlich ins Zentrum von Minneapolis führte. Diese kurze Trasse war eine Reihe von Bauprojekten während jener Zeit, zu denen auch ein Rundhaus und ein Betriebshof in der Nähe der heutigen Kreuzung von Lake Street und Hiawatha Avenue gehörten, sowie eine Bahnlinie in westlicher Richtung, die nördlich von der Lake Street lag, wo sich heute der Midtown Greenway befindet.
Nachdem der Eisenbahnverkehr zwischen den Twin Cities gegen Ende des 20. Jahrhunderts weniger bedeutend wurde, hat die Eisenbahngesellschaft verschiedene ihrer Bahnstrecken in der Umgebung aufgelassen. Die Brücke wird noch durch die Minnesota Commercial Railway genutzt, um Getreidesilos entlang der Hiawatha Avenue zu versorgen. Man hatte erwogen, die Brücke als eine Verbindung über den Fluss hinweg im Rahmen des Midtown Greenways zu nutzen, der Eigentümer des Bauwerkes – inzwischen die Canadian Pacific Railway – jedoch war für den Vorschlag nicht empfänglich.
Im Juli 2006 verursachte ein Großfeuer auf der Brücke einen Schaden von etwa 200.000 US-Dollar. Bis zur Instandsetzung musste der Eisenbahnverkehr ruhen. Die Ursache des Feuers war Brandstiftung, Brandbeschleuniger wurden gefunden. Durch das Feuer hatte die Brücke an der betreffenden Stelle nur noch eine Tragfähigkeit von etwa 25 kg. Die Behörden sperrten die Brücke ab und inzwischen warnt ein Schild am Zaun vor dem Unberechtigten Betreten des Bauwerkes, welches mit Geldstrafen und in schweren Fällen Gefängnis geahndet wird. Innerhalb weniger Wochen nach dem Brand wurde die Brücke instand gesetzt, damit die Kunden der Eisenbahngesellschaft westlich des Flusses, die sonst keine andere Möglichkeit des Gleisanschlusses haben, wieder bedient werden konnten.